# Jen Ťi-cch’
Jen Ťi-cch’ (čínsky pchin-jinem Yán Jìcí, znaky zjednodušené 严济慈; 23. ledna 1901 — 2. listopadu 1996) byl čínský fyzik a politik. Studoval v Číně a ve Francii, od 30. let působil jako profesor fyziky na různých čínských univerzitách, svůj výzkum soustředil na piezoelektrickou krystalografii, spektroskopii a fyziku atmosféry, během války s Japonskem se věnoval i aplikované optice. Od 40. let se angažoval i v politice, byl dlouholetým členem vedení  Společnosti 3. září, po roce 1949 jednu z menších politických stran Čínské lidové republiky. Od konce 70. let zaujímal vysoké funkce ve vzdělávacím systému jako viceprezident (od 1961) a prezident (1978–1985) Čínské univerzity vědy a techniky, místopředseda Čínské akademie věd (1978–1981) a místopředseda Čínské asociace pro vědu a techniku (1980–1986); zastával i prestižní politické úřady místopředsedy Společnosti 3. září (1979–1986) a místopředsedy stálého výboru Všečínského shromáždění lidových zástupců (1983–1993).

## Život
Jen Ťi-cch’ se narodil 23. ledna 1901 v okrese Tung-jang v centrální části provincie Če-ťiang. Po absolvování střední školy postoupil roku 1918 na Vyšší pedagogickou školu v Nankingu (roku 2021 reorganizovanou na Národní jihovýchodní univerzitu), na níž do roku 1923 dokončil bakalářské studium fyziky. Během studií se soukromě naučil francouzsky a publikoval učebnice matematiky pro střední školy. Roku 1923 odjel do Francie, kde následujícího roku získal na Pařížské univerzitě po pouhém roce studia magisterský titul z matematiky a fyziky a roku 1927 získal i doktorát s prací o piezoelektrických vlastnostech křemene.
V roce 1927 vrátil do Číny a stal se profesorem fyziky a matematiky na katedře fyziky univerzity Ta-tchung v Šanghaji, Ťinanské univerzity v Ťi-nanu a Čtvrté Sunjatsenovy univerzity v Nankingu (bývalá Národní jihovýchodní univerzita sloučená s několika dalšími školami). V zimě roku 1928 odjel se svou ženou Čang Cung-jing (byla jednou z prvních Číňanek s vysokoškolským vzděláním, vzali se roku 1927, měli pět synů) do Francie, kde pracoval v laboratoři Marie Curie-Skłodowské. Koncem roku 1930 se vrátil do Pekingu a stal se ředitelem Fyzikálního ústavu Pekingského výzkumného ústavu a o rok později ředitelem Ústavu pro výzkum radia. V roce 1932 se podílel na založení Čínské fyzikální společnosti. Po japonské invazi do Číny roku 1937 zorganizoval evakuaci svého ústavu do Kchun-mingu v jihozápadní Číně, kde se během války ústav soustředil na vývoj a výrobu optických přístrojů (dálkoměrů, dalekohledů a dalších) a rádiových vysílačů. Roku 1944 vstoupil do právě založeného Fóra pro demokracii a vědu, později reorganizovaného ve Společnost 3. září, po roce 1949 jednu z menších politických stran Čínské lidové republiky. Po válce byl v roce 1948 byl zvolen akademikem Academia Sinica, působil jako předseda Čínské fyzikální společnosti a předseda Sdružení vědeckých pracovníků v Pekingu.
V Čínské lidové republice se roku 1949 účastnil jednání Čínského lidového politického poradního shromáždění jako delegát za čínské vědce, podílel se na založení Čínské akademie věd, od roku 1949 a působil v akademii jako ředitel Ústavu aplikované fyziky akademie a předseda její severovýchodní pobočky. Od zřízení Všečínského shromáždění lidových zástupců (parlamentu) roku 1954 byl jeho poslancem (zvolen v letech 1954, 1959, 1964, 1975, 1978, 1983 a 1988), od roku 1965 zasedal ve stálém výboru shromáždění. Předtím, roku 1958 se podílel na založení Čínské univerzity vědy a techniky, kde šest let působil jako profesor přednášející obecnou fyziku a od roku 1961 jako viceprezident. Byl významným zakladatelem optického výzkumu a vývoje optických přístrojů v Číně a dosáhl významných úspěchů v . Během kulturní revoluce byl pod ochranou vlády, ale jeho druhý syn Jen Šuang-kuang, který pracoval jako inženýr v Čcheng-tu, zahynul při nehodě. 
V letech 1978–1981 byl místopředsedou Čínské akademie věd, současně se v roce 1978 stal prezidentem Čínské vědeckotechnické univerzity (do roku 1985), v čele univerzity si stanovil cíl „vytvořit vzdělávací instituci světové úrovně a vychovávat nejlepší talenty světa“. Ve Společnosti 3. září byl členem širšího vedení (ústředního výboru, případně jeho stálého výboru) už od 40. let a v letech 1979–1986 vykonával funkci jednoho z místopředsedů ústředního výboru, poté byl zvolen čestným předsedou. Roku 1980 vstoupil do Komunistické strany Číny a byl zvolen místopředsedou Čínské asociace pro vědu a techniku, kterým zůstal do roku 1986, kdy byl také poctěn titulem čestného předsedy asociace. Po volbách roku 1983 byl zvolen místopředsedou stálého výboru Všečínského shromáždění lidových zástupců, ve funkci pracoval dvě volební období, do roku 1993.
Zemřel v Pekingu 2. listopadu 1996.